# Trương Hoàng hậu (Hán Huệ Đế)
Hiếu Huệ Trương hoàng hậu (chữ Hán: 孝惠张皇后; 202 TCN - 163 TCN), là Hoàng hậu duy nhất của Hán Huệ Đế Lưu Doanh, Hoàng đế thứ hai của nhà Hán và là cháu gọi Hán Huệ Đế bằng cậu.

## Tiểu sử
Trương Hoàng hậu người huyện Ngoại Hoàng, quận Đãng (碭郡外黄县; nay thuộc Dân Quyền, Thương Khâu). Hán thư ghi chép bà là con gái của Triệu Vương Trương Ngao và Lỗ Nguyên Công chúa. Xét vai vế gia tộc, Trương thị là cháu ngoại của Hán Cao Tổ Lưu Bang và Lã hậu, ngoài ra là cháu gọi Hán Huệ Đế Lưu Doanh và Hán Văn Đế Lưu Hằng bằng cậu. Tuy nhiên, theo Sử ký, cha bà đích thực là Trương Ngao, nhưng không rõ mẹ là ai. Một số sử gia cho rằng bà không phải con ruột của Lỗ Nguyên Công chúa, mà là con một người thiếp được Công chúa nhận nuôi. Dù vậy, không có bất kì nguồn tin nào xác thực.
Thời Hán Cao Tổ, cha bà bị truất ngôi Triệu vương, giáng làm Tuyên Bình hầu. Cao Tổ phong cho Hoàng tử Lưu Như Ý là con trai của Thích phu nhân làm Triệu vương.
Sử kí không ghi lại tên thật của bà. Theo Sử Ký tác ẩn (史记索隐) của Tư Mã Trinh thời nhà Đường, dẫn lời Hoàng Phủ Mật đời Tây Tấn, thì Hiếu Huệ Hoàng hậu Trương thị có khuê danh Trương Yên (张嫣). Sách Hán cung xuân sắc (汉宫春色) đời Tây Tấn cũng ghi bà tên Yên, biểu tự Mạnh Anh (孟英), tiểu tự là Thục Quân (淑君). Do vậy, ["Trương Yên"] thường được xem là tên của bà, nhưng thực ra chỉ là lưu truyền tiểu thuyết, tương tự trường hợp của Dương Vân Nga vậy.

## Hoàng hậu nhà Hán
Năm 195 TCN, Hán Cao Tổ băng hà, Hán Huệ Đế Lưu Doanh kế vị. Lã hậu chọn cháu ngoại mình là Trương thị để đưa lên ngôi Hoàng hậu. Lý do Trương thị là con gái Lỗ Nguyên Công chúa, chị cùng cha cùng mẹ với Huệ Đế. Xét vai vế gia tộc Trương thị là thân thích của Lã hậu, vậy nên quyền lực họ Lã sẽ không bị rơi vào tay người ngoài.
Năm Huệ Đế thứ 4 (192 TCN), Lã Thái hậu ép Lưu Doanh lấy Trương thị, đem tuấn mã 12 thớt, hoàng kim vạn lượng cử hành đại hôn, sách lập Trương thị làm Hoàng hậu, khi này bà chỉ mới 10 tuổi. Vì Trương hoàng hậu còn nhỏ nên bà và Huệ Đế không xảy ra chuyện chăn gối, do vậy bà không sinh được con nối dõi. Mỗ mỹ nhân, phi tần khác của Huệ Đế có hỷ sự, Lã Thái hậu nhân đó giả truyền Trương hậu cũng mang long duệ. Ngày Hoàng tử ra đời, Thái hậu cho xử tử Mỗ thị, mang cháu nội sơ sinh đến chỗ Trương hậu, giả là Hoàng hậu hạ sinh Đích tử, đặt tên Lưu Cung rồi phong làm Thái tử.
Huệ Đế biết rõ chân tướng sự việc, hận mẹ nhẫn tâm nhưng không dám làm gì, từ đó u uất thành bệnh. Năm Hán Huệ Đế thứ 7 (188 TCN), ngày 12 tháng 8 (ÂL), Huệ Đế bạo băng khi mới 22 tuổi ở Vị Ương cung. Ngày 5 tháng 9 (ÂL) cùng năm ông được an táng ở An lăng. Thái tử Lưu Cung kế vị, sử gọi là Hán Tiền Thiếu Đế, Thái hậu Lã Trĩ vẫn là Hoàng thái hậu, tiến hành đăng triều nhiếp chính, được sử sách gọi là Lâm triều xưng chế (臨朝稱制). Với quyền hành trực tiếp tối cao, Lã Thái hậu lâm triều độc quyền 8 năm. Trương Hoàng hậu lúc này không được tôn làm Thái hậu, mà được gọi theo thụy hiệu của Hán Huệ Đế, tức là [Hiếu Huệ Hoàng hậu; 孝惠皇后].
Năm Lã Thái hậu nguyên niên (187 TCN), mẹ của Trương Hoàng hậu là Lỗ Nguyên công chúa qua đời.
Năm Lã Thái hậu thứ 4 (184 TCN), Lưu Cung lúc này đã lớn, nghe nói mẹ mình bị Lã hậu giết hại dã man, còn mình không phải là con của Trương hậu, bèn nổi giận nói: 「Hoàng hậu có thể nào lại giết chết sinh mẫu của ta rồi tự nhận ta là con của bà? Ta bây giờ còn nhỏ, sau này lớn lên nhất định sẽ báo thù!」. Lã Thái hậu giận, bèn giam Lưu Cung vào Vĩnh Hạng cung, không cho bất kỳ ai gặp. Không lâu sau, Lã Thái hậu phế truất Lưu Cung, lập một người con khác của Huệ Đế là Thường Sơn vương Lưu Nghĩa lên ngôi, tức Hán Hậu Thiếu Đế, Lã Thái hậu tiếp tục chuyên chính.

## Lui về Bắc cung
Năm Lã Thái hậu thứ 8 (180 TCN), Lã hậu băng hà. Các đại thần Trần Bình và Chu Bột khuấy động chính biến lật đổ họ Lã, khôi phục lại Hoàng vị cho họ Lưu, lập con thứ của Cao Tổ Hoàng đế Lưu Bang là Đại vương Lưu Hằng kế thừa đại thống, tức là Hán Văn Đế.
Khi truy sát con cháu họ Lã, Trương Hoàng hậu may mắn không bị xét đến, có thể vì Hán Văn Đế niệm tình bà là cháu gái của mình. Tuy nhiên Trương hậu cũng chỉ có thể an bài ở một nơi xa hoàng thất, chính là Bắc cung (北宮). Bà tiếp tục sinh sống ở đó đến cuối đời, ước tính tầm 17 năm. Khi đó, Trương hậu trên danh nghĩa là chị dâu của Hán Văn Đế nên không tôn Hoàng thái hậu mà vẫn gọi là [Hiếu Huệ Hoàng hậu] hoặc [Bắc cung Hoàng hậu; 北宮皇后] để phân biệt với vị hiệu của Hoàng hậu khi ấy là Đậu thị, vợ của Hán Văn Đế.
Năm Hán Văn Đế Hậu Nguyên nguyên niên (163 TCN), tháng 3, Hiếu Huệ Hoàng hậu Trương thị qua đời, khi đó bà tầm 40 tuổi. Triều đình không phát tang quy mô, mà chỉ lặng lẽ đem kim quan của bà hợp táng với Hán Huệ Đế tại An lăng (安陵), nhưng không lập mộ.